# Рожер IV (герцог Апулии)
Рожер IV (итал. Ruggero IV; 1152 — 11 марта 1161, Палермо) — старший сын Вильгельма I Злого, короля Сицилийского королевства, и Маргариты Наваррской. Происходил из династии Отвилей. 

## Биография
После своего вступления на престол Вильгельм I Злой возвёл своего старшего сына в ранг герцога Апулии — титул наследника сицилийского престола. В силу малолетства Рожер (по апулийскому счёту являющийся Рожером IV) не правил своим герцогством.
Заговорщики, сумевшие 9 марта 1161 года захватить королевский дворец и арестовать Вильгельма I Злого и его семью, предполагали низложить короля и передать корону малолетнему Рожеру. Вечером 9 марта и утром 10 марта Рожер в королевском облачении был провезён на коне по улицам Палермо, и было объявлено о его предстоящей коронации.
11 марта 1161 года жители Палермо по призыву высшего духовенства, в том числе Ромуальда Салернского и Ричарда Палмера (избранного епископа Сиракуз), восстали против заговорщиков и осадили их в королевском дворце. Оказавшиеся в безвыходном положении заговорщики освободили Вильгельма I, испросили у короля амнистии за попытку государственного переворота и бежали из столицы. По официальной версии, в суматохе Рожер был ранен в глаз шальной стрелой и умер вечером того же дня. Ненавидящий Вильгельма I хронист Гуго Фальканд утверждает в «Книге о Сицилийском королевстве», что Вильгельм I, заподозривший девятилетнего сына в сговоре с мятежниками, забил Рожера до смерти.
Первоначально Рожер был похоронен в кафедральном соборе Палермо, после 1183 года его останки были перенесены Вильгельмом II в собор Монреале.